# WTA 1000 Guadalajara 2022

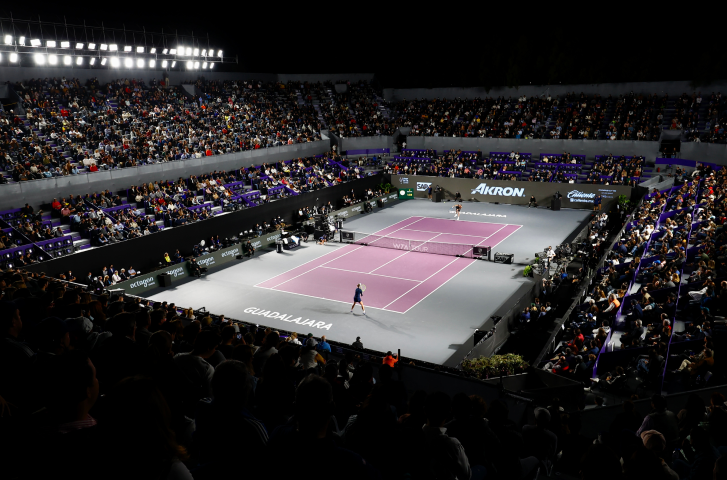
Estadio Panamericano de Tenis

El Guadalajara Open Akron fue un torneo de categoría WTA 1000 en el calendario femenino profesional de tenis. Se llevó a cabo en octubre de 2022 sobre pista dura en Guadalajara, Jalisco, México, en el Estadio Panamericano de Tenis. Anteriormente se celebraron en la ciudad el torneo WTA Finals del 10 al 17 de noviembre de 2021 y el WTA 250 bajo el nombre de "Abierto Zapopan" del 21 al 28 de febrero de 2022.
Guadalajara se convirtió en sede oficial tras su participación en los eventos del WTA Tour y tras la baja de China como anfitrión en los WTA 1000.

### Distribución de Puntos
| Evento                 | G   | F   | SF  | CF  | R16 | R32 | R64 | C  | C2 | C1 |
| Individuales femeninos | 900 | 585 | 350 | 190 | 105 | 60  | 1   | 30 | 20 | 1  |
| Dobles femeninos       | 900 | 585 | 350 | 190 | 105 | 1   | —   | —  | —  | —  |

## Cabezas de serie

### Individuales femenino
- Ranking del 10 de octubre de 2022.[4]

| N.º | Rank. | Tenista               | Puntos | Puntos por defender | Puntos ganados | Nuevos puntos | Ronda hasta la que avanzó en el torneo              |
| 1   | 4     | Paula Badosa          | 2996   | 0                   | 1              | 2997          | Segunda ronda, retiro ante Victoria Azarenka        |
| 2   | 5     | Aryna Sabalenka       | 3470   | 0                   | 1              | 3471          | Segunda ronda, perdió ante Liudmila Samsonova       |
| 3   | 6     | Jessica Pegula        | 3417   | 0                   | 900            | 4317          | Final, venció a Maria Sakkari [4]                   |
| 4   | 7     | Maria Sakkari         | 3346   | 0                   | 585            | 3931          | Final, perdió ante Jessica Pegula [3]               |
| 5   | 8     | Cori Gauff            | 3082   | 0                   | 190            | 3272          | Cuartos de final, perdió ante Victoria Azarenka     |
| 6   | 10    | Caroline Garcia       | 2924   | 0                   | 105            | 3029          | Tercera ronda, perdió ante Sloane Stephens          |
| 7   | 11    | Daria Kasatkina       | 2885   | 0                   | 105            | 2990          | Tercera ronda, perdió ante Anna Kalinskaya          |
| 8   | 12    | Veronika Kudermetova  | 2606   | 0                   | 190            | 2796          | Cuartos de final, perdió ante Maria Sakkari [4]     |
| 9   | 14    | Barbora Krejčiková    | 2371   | 0                   | 1              | 2372          | Primera ronda, perdió ante Anna Kalinskaya          |
| 10  | 15    | Belinda Bencic        | 2305   | 0                   | 60             | 2365          | Segunda ronda, perdió ante Sloane Stephens          |
| 11  | 16    | Beatriz Haddad Maia   | 2295   | 0                   | 1              | 2296          | Primera ronda, perdió ante Kateřina Siniaková       |
| 12  | 17    | Jeļena Ostapenko      | 2271   | 0                   | 105            | 2376          | Tercera ronda, perdió ante Veronika Kudermetova [8] |
| 13  | 18    | Madison Keys          | 2313   | 0                   | 105            | 2418          | Tercera ronda, perdió ante Victoria Azarenka        |
| 14  | 19    | Danielle Collins      | 2298   | 0                   | 105            | 2403          | Tercera ronda, perdió ante Maria Sakkari [4]        |
| 15  | 20    | Ekaterina Alexandrova | 2105   | 0                   | 1              | 2106          | Primera ronda, perdió ante Camila Osorio            |
| 16  | 21    | Petra Kvitová         | 2038   | 0                   | 60             | 2098          | Segunda ronda, perdió ante Bianca Andreescu [PR]    |

### Dobles femenino
| Tenista                               | Clasif | Preclasificadas |
| Barbora Krejčíková Kateřina Siniaková | 3      | 1               |
| Veronika Kudermetova Elise Mertens    | 7      | 2               |
| Cori Gauff Jessica Pegula             | 11     | 3               |
| Gabriela Dabrowski Giuliana Olmos     | 15     | 4               |
| Lyudmyla Kichenok Jeļena Ostapenko    | 19     | 5               |
| Nicole Melichar Ellen Perez           | 28     | 6               |
| Desirae Krawczyk Demi Schuurs         | 30     | 7               |
| Xu Yifan Yang Zhaoxuan                | 37     | 8               |

## Campeones

### Individual femenino
Jessica Pegula venció a  María Sákkari por 6-2, 6-3

### Dobles femenino
Storm Sanders /  Luisa Stefani vencieron a  Anna Danilina /  Beatriz Haddad Maia por 7-6(4), 6-7(2), [10-8]

## referencias
1. ↑  «Anuncia Gobernador intervención del complejo de tenis con 20 mdp; Guadalajara será sede del WTA 1000 – 2022, uno de los 9 torneos de tenis femenil más importante del mundo | Gobierno del Estado de Jalisco». www.jalisco.gob.mx. Consultado el 20 de mayo de 2022.
2. ↑  «Guadalajara Open Akron | Join us 2022 – WTA Official». Women's Tennis Association (en inglés). Consultado el 20 de mayo de 2022.
3. ↑  «Steve Simon anuncia la decisión de la WTA de suspender los torneos en China». Women's Tennis Association. Consultado el 20 de mayo de 2022.
4. ↑  «Rankings | WTA Tennis». WTA Tennis (en inglés). Consultado el 10 de octubre de 2022.